# Cristian Techera
Cristian Rafael Techera Cribelli (Quebracho, Uruguay, 31 de mayo de 1992) es un futbolista uruguayo. Juega como extremo y su equipo actual es CA Fénix de la Segunda División de Uruguay.

## Trayectoria
El 11 de abril de 2010 debutó como profesional en el primer equipo darsenero, ingresó en el segundo tiempo para enfrentar a Cerro Largo, el partido terminó 2 a 2. También jugó los últimos minutos del partido ante Racing el 24 de abril, al que derrotaron 4 a 1. Techera jugó su primer partido con 17 años, 10 meses, y 8 días.
En el Torneo Apertura de 2012, tuvo más oportunidades y anotó su primer gol como profesional, frente a Central Español, el partido terminó 5-1 a favor de los del Prado.
En la temporada 2013-14, anotó 5 goles por el Campeonato Uruguayo. Por la Copa Sudamericana aportó 1 gol en los 4 partidos.
Su mejor temporada se dio en el Campeonato 2014-15, en especial en el Torneo Apertura, en el que jugó 14 partidos, anotó 7 goles y brindó 4 asistencias. Al mitad de la temporada emigró a la MLS, estuvo presente en 20 oportunidades el campeonato uruguayo y convirtió 9 goles, además a nivel internacional nuevamente jugó la Copa Sudamericana en 4 oportunidades y anotó 1 gol.
El 15 de abril de 2015 fue cedido al club canadiense, hasta fin de año. El 26 de abril debutó en la Major League Soccer para enfrentar a DC United, ingresó a los minutos finales pero perdieron 1-2. El 31 de mayo, convirtió su primer gol en Norteamérica, fue ante Salt Lake y con su tanto ganaron 2-1.
Finalizó su primer año con 26 presencia por Liga, con 7 goles anotados y 5 asistencias. Además jugó 2 partidos por el Campeonato Canadiense y lograron salir campeones al vencer a Montreal por un global de 4-2 en una serie de partidos de ida y vuelta.
Vancouver activó la opción de compra por Techera el 6 de enero de 2016.
En 2018 llegó a Belgrano de Córdoba, de la Primera División Argentina. En abril de 2019 el club descendió y en febrero de 2021 rescindieron su contrato.
Regresó al fútbol uruguayo y defendió a Atenas de San Carlos, en 17 partidos convirtió 2 goles. Posteriormente fue fichado por Ayacucho para jugar en la máxima categoría del fútbol peruano, se destacó con 10 goles en 24 partidos jugados.
Volvió a Uruguay y tuvo un breve pasaje por Cerro Largo en 2023. A fin de año se confirmó su retorno a Perú, esta vez para defender a Sport Boys Association a partir de 2024, donde marcó 6 goles y brindo 3 asistencias. A final de temporada no se le renovó su contrato.

## Estadísticas
Actualizado al último partido disputado el 4 de febrero de 2024.
| Club                               | Div.          | Temporada     | Liga  | Liga  | Liga   | Copas nacionales | Copas nacionales | Copas nacionales | Copas internacionales | Copas internacionales | Copas internacionales | Total | Total | Total  |
| Club                               | Div.          | Temporada     | Part. | Goles | Asist. | Part.            | Goles            | Asist.           | Part.                 | Goles                 | Asist.                | Part. | Goles | Asist. |
| ---------------------------------- | ------------- | ------------- | ----- | ----- | ------ | ---------------- | ---------------- | ---------------- | --------------------- | --------------------- | --------------------- | ----- | ----- | ------ |
| C. A. River Plate · Uruguay        | 1.ª           | 2009-10       | 2     | 0     | 0      | -                | -                | -                | -                     | -                     | -                     | 2     | 0     | 0      |
| C. A. River Plate · Uruguay        | 1.ª           | 2011-12       | 4     | 0     | 0      | -                | -                | -                | -                     | -                     | -                     | 4     | 0     | 0      |
| C. A. River Plate · Uruguay        | 1.ª           | 2012-13       | 23    | 5     | 3      | -                | -                | -                | -                     | -                     | -                     | 23    | 5     | 3      |
| C. A. River Plate · Uruguay        | 1.ª           | 2013-14       | 25    | 4     | 7      | -                | -                | -                | 4                     | 1                     | 2                     | 29    | 5     | 9      |
| C. A. River Plate · Uruguay        | 1.ª           | 2014-15       | 20    | 9     | 5      | -                | -                | -                | 4                     | 1                     | 0                     | 24    | 10    | 5      |
| C. A. River Plate · Uruguay        | Total club    | Total club    | 74    | 18    | 15     | 0                | 0                | 0                | 8                     | 2                     | 2                     | 82    | 20    | 17     |
| Vancouver Whitecaps F. C. · Canadá | 1.ª           | 2015          | 24    | 7     | 5      | 2                | 0                | 1                | -                     | -                     | -                     | 26    | 7     | 6      |
| Vancouver Whitecaps F. C. · Canadá | 1.ª           | 2016          | 29    | 2     | 1      | 1                | 0                | 0                | 0                     | 0                     | 0                     | 30    | 2     | 1      |
| Vancouver Whitecaps F. C. · Canadá | 1.ª           | 2017          | 32    | 7     | 4      | 1                | 0                | 1                | 6                     | 5                     | 0                     | 39    | 12    | 5      |
| Vancouver Whitecaps F. C. · Canadá | 1.ª           | 2018          | 21    | 8     | 1      | 4                | 0                | 0                | -                     | -                     | -                     | 25    | 8     | 1      |
| Vancouver Whitecaps F. C. · Canadá | Total club    | Total club    | 106   | 24    | 11     | 8                | 0                | 2                | 6                     | 5                     | 0                     | 120   | 29    | 13     |
| C. A. Belgrano Argentina           | 1.ª           | 2018-19       | 3     | 1     | 0      | 4                | 0                | 3                | -                     | -                     | -                     | 7     | 1     | 3      |
| C. A. Belgrano Argentina           | 2.ª           | 2019-20       | 15    | 3     | 0      | -                | -                | -                | -                     | -                     | -                     | 15    | 3     | 0      |
| C. A. Belgrano Argentina           | 2.ª           | 2020-21       | 4     | 0     | 0      | -                | -                | -                | -                     | -                     | -                     | 4     | 0     | 0      |
| C. A. Belgrano Argentina           | Total club    | Total club    | 22    | 4     | 0      | 4                | 0                | 3                | 0                     | 0                     | 0                     | 26    | 4     | 3      |
| C. A. Atenas · Uruguay             | 2.ª           | 2021          | 17    | 2     | 2      | -                | -                | -                | -                     | -                     | -                     | 17    | 2     | 2      |
| C. A. Atenas · Uruguay             | Total club    | Total club    | 17    | 2     | 2      | 0                | 0                | 0                | 0                     | 0                     | 0                     | 17    | 2     | 2      |
| Ayacucho F. C. · Perú              | 1.ª           | 2022          | 24    | 10    | 5      | -                | -                | -                | 8                     | 4                     | 2                     | 32    | 14    | 7      |
| Ayacucho F. C. · Perú              | Total club    | Total club    | 24    | 10    | 5      | 0                | 0                | 0                | 8                     | 4                     | 2                     | 32    | 14    | 7      |
| Cerro Largo F. C. · Uruguay        | 1.ª           | 2023          | 13    | 0     | 1      | -                | -                | -                | -                     | -                     | -                     | 13    | 0     | 1      |
| Cerro Largo F. C. · Uruguay        | Total club    | Total club    | 13    | 0     | 1      | 0                | 0                | 0                | 0                     | 0                     | 0                     | 13    | 0     | 1      |
| Sport Boys A. · Perú               | 1.ª           | 2024          | 33    | 6     | 3      | -                | -                | -                | -                     | -                     | -                     | 33    | 6     | 3      |
| Sport Boys A. · Perú               | Total club    | Total club    | 33    | 6     | 3      | 0                | 0                | 0                | 0                     | 0                     | 0                     | 33    | 6     | 3      |
| Total carrera                      | Total carrera | Total carrera | 289   | 64    | 37     | 12               | 0                | 5                | 22                    | 11                    | 4                     | 323   | 75    | 46     |
| 1. 2.                              |               |               |       |       |        |                  |                  |                  |                       |                       |                       |       |       |        |

## Palmarés

### Títulos nacionales
| Título                | Club                      | País   | Año  |
| --------------------- | ------------------------- | ------ | ---- |
| Campeonato Canadiense | Vancouver Whitecaps F. C. | Canadá | 2015 |